# ノーススロープ郡 (アラスカ州)
ノーススロープ郡（ノーススロープぐん、英: North Slope Borough）は、アメリカ合衆国アラスカ州の最北部、北極海に面し、ブルックス山脈の北斜面（ノーススロープ）に位置する郡である。2020年国勢調査での人口は11,031人である。郡庁所在地はウトキアグヴィク（旧名称：バロー、人口4,927人）である。1972年に設立された。2010年時点の郡長はエドワード・イッタである。

## 地理
ノーススロープ郡は北緯69度30分、西経153度45分に位置している。アメリカ合衆国国勢調査局に拠れば、郡域全面積は94,763平方マイル (245,440 km2)であり、このうち陸地は88,817平方マイル (230,030 km2)、水域は5,946平方マイル (15,400 km2)で水域率は6.27%である。この陸地面積はアメリカ合衆国の39の州よりも大きい。アメリカ合衆国内の郡相当の政治区分として面積最大であり、ユタ州よりも広い。隣接するユーコン・コユクック国勢調査地域の方が広いが、郡相当の政府を持っていない。人口密度ではユーコン・コユクック国勢調査地域と同じくアラスカ州のレイクアンドペニンシュラ郡に次ぎ、国内3番目である。
西部の海岸線はチュクチ海に面し、ポイントバローから先の東部海岸はボーフォート海に面している。

### 隣接する郡と国勢調査地域
- ユーコン・コユクック国勢調査地域 - 南東
- ノースウエストアークティック郡 - 南西

東郡境はカナダ、ユーコン準州との国境である。ユーコン準州には郡が無い。

### 国立保護地域

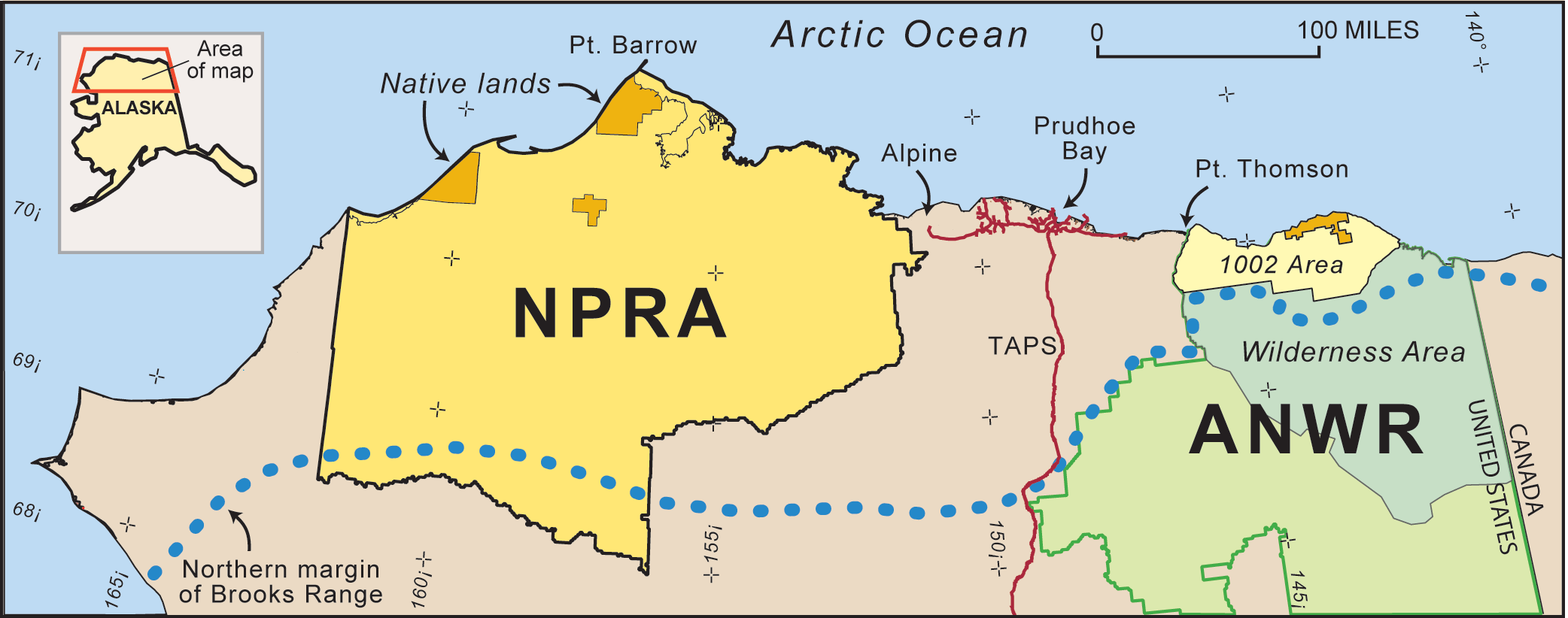
アラスカ国家石油保留地(NRPA)と北極野生生物国家保護区(ANRW)

- アラスカ海洋国立野生生物保護区、チュクチ海にかかっている
  - リスバーン岬
  - トンプソン岬
- 北極野生生物国家保護区（部分）
  - モリービーティ原生地（部分）
- 北極圏の扉国立公園および保護地（部分）
  - 北極圏の扉原生地（部分）
- ノアタク国立保護地（部分）
  - ノアタク原生地（部分）

### その他の連邦政府管理地
- アラスカ国家石油保留地

## 人口動態

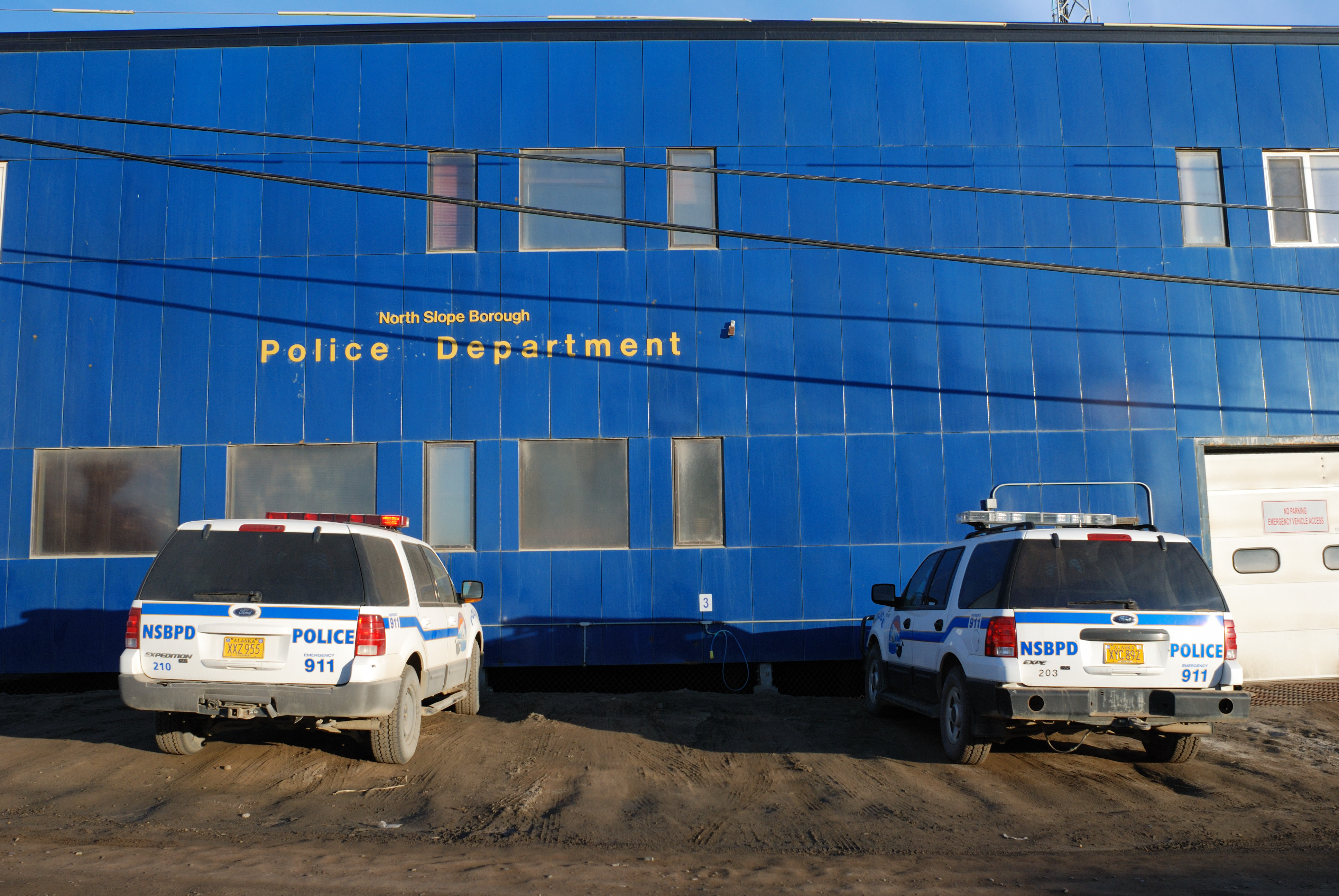
ノーススロープ郡警察署

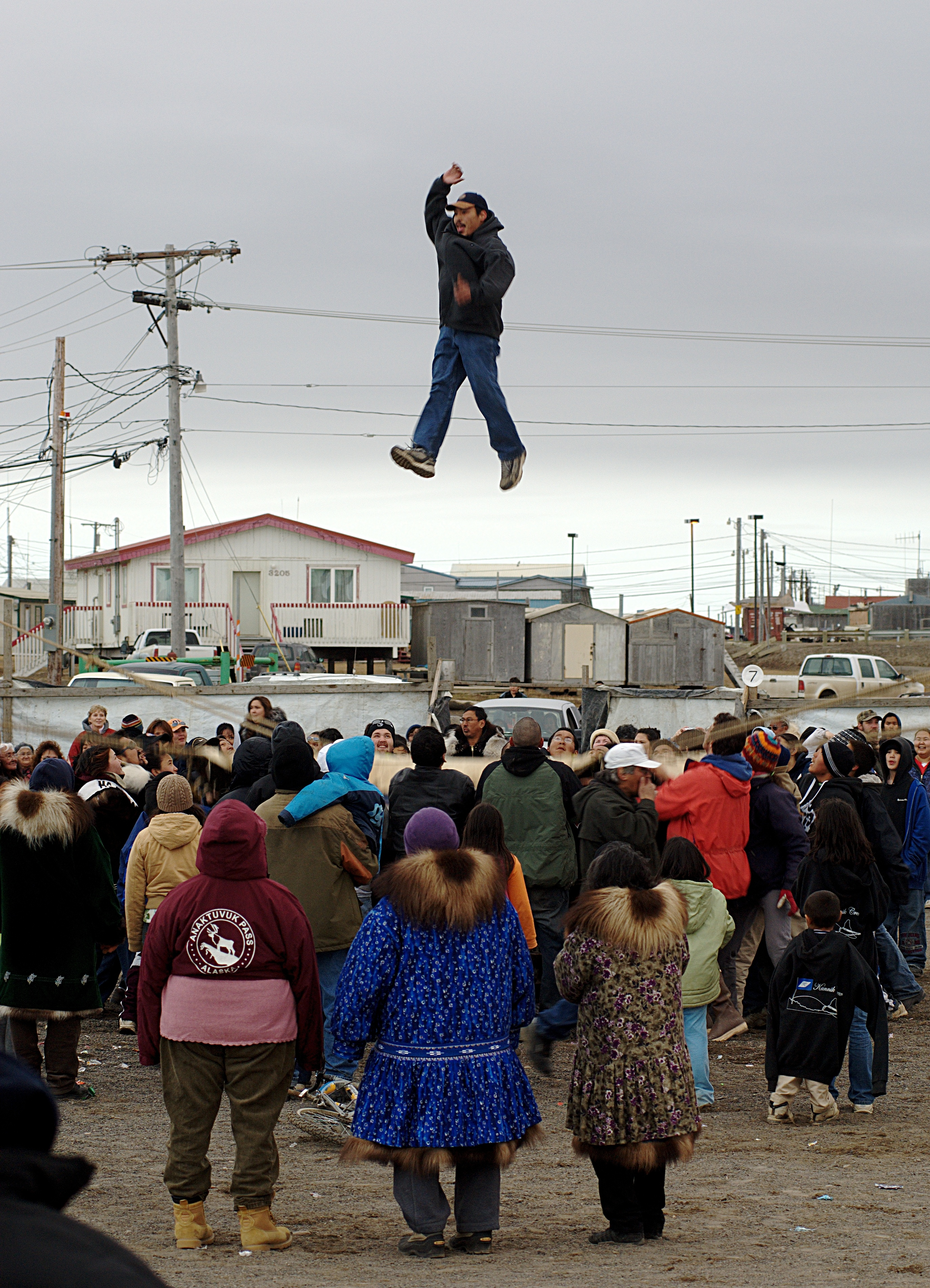
ブランケット・トス、バローの捕鯨の祭で行われる儀式

以下は2000年の国勢調査による人口統計データである。
| 基礎データ - 人口: 7,385人 - 世帯数: 2,109 世帯 - 家族数: 1,524 家族 - 人口密度: 34km2/1人（13mi2/1人） - 住居数: 2,538 軒 - 住居密度: 96km2/1軒（37mi2/1軒） 人種別人口構成 - 白人: 17.09% - アフリカン・アメリカン: 0.72% - ネイティブ・アメリカン: 68.38% - アジア人: 5.92% - 太平洋諸島系: 0.84% - その他の人種: 0.50% - 混血: 6.55% - ヒスパニック・ラテン系: 2.37% 言語による構成 - イヌピアック語あるいはエスキモー語：42.84% - タガログ語：4.21% | 年齢別人口構成 - 18歳未満: 38.2% - 18-24歳: 9.5% - 25-44歳: 30.1% - 45-64歳: 18.1% - 65歳以上: 4.2% - 年齢の中央値: 27歳 - 性比（女性100人あたり男性の人口） - 総人口: 112.5 - 18歳以上: 113.9 世帯と家族（対世帯数） - 18歳未満の子供がいる: 48.1% - 結婚・同居している夫婦: 43.3% - 未婚・離婚・死別女性が世帯主: 18.3% - 非家族世帯: 27.7% - 単身世帯: 21.4% - 65歳以上の老人1人暮らし: 1.9% - 平均構成人数 - 世帯: 3.45人 - 家族: 4.05人 |

## 都市と国勢調査指定地域
郡内には7の都市と3の国勢調査指定地域、および3の未編入町がある。郡庁所在地のウトキアグヴィクに郡人口の45%近く（4,212人）が集中し、プルードーベイに2,174人が住んでいる。他の町の人口は数百人程度である。
| - アルパイン - アナクトブックパス - アトカスク - ウトキアグヴィク - 郡庁所在地 - デッドホース - カクトビク - ナイキュース | - ポイントホープ - ポイントレイ - プルードーベイ - サグワン - ウミアト - ウェインライト |